# Kokane
Jerry B. Long Jr. (11 mei 1969), beter bekend als Kokane, is een Amerikaans rapper. Hij startte zijn carrière met het schrijven voor de groep N.W.A, waarna hij zijn eigen rap-carrière startte en onder andere samenwerkte met Above the Law, N.W.A, Eazy-E, Snoop Dogg, Dr. Dre, Tha Eastsidaz, Cypress Hill, E-40 en Nipsey Hussle.

## Discografie
| Jaar | Album                      | Extra Info                         |
| ---- | -------------------------- | ---------------------------------- |
| 1991 | Addictive Hip Hop Muzick   | Debuut                             |
| 1994 | Funk Upon a Rhyme          |                                    |
| 1999 | They Call Me Mr. Kane      |                                    |
| 2002 | Gangstarock                | met Gentry                         |
| 2004 | Don't Bite The Funk Vol. 1 |                                    |
| 2005 | Mr. Kane, Pt. 2            |                                    |
| 2006 | Back 2 tha Clap            |                                    |
| 2006 | Pain Killer'z              |                                    |
| 2006 | The Hood Mob               | met The Hood Mob                   |
| 2008 | The Album                  | met Raine N Lane                   |
| 2010 | Gimme All Mine             | 1st LP op Bud E. Boy Entertainment |
| 2011 | The Legend Continues       |                                    |
| 2012 | The New Frontier           | met Traffik                        |

- Gemeinsame Normdatei: 135394465
- International Standard Name Identifier: 0000 0000 5824 9555
- Library of Congress Control Number: n2004077175
- MusicBrainz: 57d9c868-317b-4d3c-baa9-8e1357385411
- Virtual International Authority File: 24803913
- WorldCat: E39PCjqKqkPKFJkjp3w3hRVf4q